# Operação Guardiões do Bioma
Operação Guardiões do Bioma é uma operação considerada contínua pela Polícia Federal do Brasil (PF), em conjunto com o IBAMA, FUNAI, Força Nacional de Segurança Pública, Polícia Rodoviária Federal com apoio das Forças Armadas do Brasil, do Ministério da Justiça e Segurança Pública e Bombeiros de diferentes estados da federação. É o maior conjunto de operações que visa principalmente combater queimadas e incêndios florestais nos biomas brasileiros. O Ministério da Justiça e Segurança Pública, junto com a PF, articulou a operação, que resultou em uma cooperação integrada entre diferentes instituições federais e dos estados, com o apoio do Ministério Público e das Forças Armadas sendo um conjunto de operações integrada com diversos objetivos e várias fases.
Nos últimos anos a criminalidade não se limitou apenas ao garimpo ilegal e a extração ilegal de recursos naturais. O tráfico humano, rotas de tráfico de drogas e a ascensão rápida do crime organizado nos biomas brasileiros de maneira descontrolada aumentou a percepção de violência nessas regiões não só no Brasil como em toda a América Latina que nos últimos anos militarizou os conflitos contra gangues e elevou os confrontos a nível federal. A PF também investiga a participação de facções, milícias e uma suposta presença de um Estado Paralelo na região da Amazônia Legal.
A Operação também conta com apoio da Agência Brasileira de Inteligência (ABIN). A ABIN fica responsável por fornecer apoio de inteligência às forças de segurança que atuam na região nas áreas de interesse da Operação. A Secretaria de Operações Integradas, através do Ministério da Justiça e Segurança Pública em agosto de 2022, relatou que o desmatamento na Amazônia Legal teve uma redução de 21,42%. Ainda segundo dados do Ministério da Justiça, no mesmo período foram combatidos 16 mil incêndios florestais em onze estados dos biomas da Amazônia, Cerrado e Pantanal, com 6.772 crimes ambientais combatidos, 3.268 ações preventivas de combate a incêndios, 1.547 multas aplicadas, 784 combates ao desmatamento ilegal, 133 maquinários apreendidos e 5.162 m³ de madeiras apreendidas. Em 2023, alertas de garimpo ilegal na Terra Yanomami reduziram para 96,6%, segundo a Polícia Federal.
No dia 19 de maio de 2023, o Ministério da Justiça e Segurança Pública pediu 1 bilhão de reais do Fundo da Amazônia para ampliar a segurança na região. Áreas de reservas indígenas em alerta para atividade garimpeira mais que dobraram em 2023, segundo o Instituto Nacional de Pesquisas Espaciais (INPE). Em agosto de 2023, Yanomamis alertaram sobre a volta do garimpo ilegal e do crime organizado para a região. Indígenas destacaram que o baixo efetivo da Força Nacional e agentes despreparados, dificulta a execução de ações protetivas nas regiões mais afastadas do território. No mesmo mês, o Governo Federal passou a elaborar uma operação para retirar de maneira definitiva invasores das terras indígenas. A ação de desintrusão visa principalmente expulsar garimpeiros e fazendeiros ilegais e tem uma logística rebarbativa. A Operação conta com ajuda de órgãos federais como a PF, Forças Armadas e IBAMA.

## Aporte de investimentos
Em 2023, a operação recebeu mais de 60 milhões de reais em investimentos para o combate aos crimes nos biomas brasileiros. Mais de oito mil agentes de segurança da Polícia Federal, Polícia Rodoviária Federal, Forças Armadas, Força Nacional, Bombeiros Militares, IBAMA, FUNAI, com apoio da Polícia Civil e Polícia Militar de diferentes estados da federação e da ABIN, combateram mais de seis mil crimes ambientais. 

## Antecedentes
Entre 2016 e 2022, o garimpo ilegal aumentou mais de 787 por cento, segundo o Instituto Nacional de Pesquisas Espaciais (Inpe). De acordo com os dados do Inpe, em 2016, durante o governo Michel Temer, a área de mineração ilegal em terras indígenas estava em 12,87 km², o equivalente a quase metade do arquipélago de Fernando de Noronha. Em 2021, no governo Jair Bolsonaro, o número registrado aumentou 787%, cerca de 114,26 km². Houve queda em 2022, também sob o governo Bolsonaro, quando 62,1 km² foram detectados como área de mineração ilegal.
Entre os anos de 2019 e 2021, durante o governo Bolsonaro, o Governo Federal seguiu a política de que os militares seriam responsáveis por estabelecer a ordem em terras indígenas e na Amazônia,  mediante operações de Garantia da Lei e da Ordem (GLO).  O Ministério da Defesa coordenava ações e operações de repressão e prevenção na Amazônia Legal. 
As operações de GLO não surtiram efeito, e o agravamento de ações ilegais na Amazônia persistiu. O vice-presidente Hamilton Mourão anunciou que o Governo Federal não renovaria as operações de GLO, e as Forças Armadas dariam apoio apenas logístico. 
Isso levou a uma intervenção da Polícia Federal nos biomas brasileiros após denúncias da atuação de narcotraficantes, grileiros, milícias, cartéis e até a atuação de um estado paralelo nos biomas do território nacional. 

## Atuação em Terras Indígenas
A Polícia Federal (PF) realizou diversas fases da Operação Guardiões do Bioma visando proteger e expulsar garimpeiros ilegais de terras indígenas com apoio do IBAMA e de agentes do Ministério Público Federal (MPF), o Grupo de Pronta Intervenção (GPI) da Polícia Federal realizou diversas operações para expulsar garimpeiros das terras Yanomami, Kayapós. 
Em novembro de 2021, diversas balsas tomaram o Rio Madeira, em Rondônia, agentes da Polícia Federal se moveram para região e reagiram destruindo diversas balsas ilegais. Em resposta, garimpeiros fecharam um trecho da BR-319, em Porto Velho, em protesto contra a operação da PF, o protesto acabou após a Polícia Rodoviária Federal (PRF) dispersar os manifestantes.
A Polícia Federal realizou outras operações contra o garimpo ilegal para expulsão de garimpeiros nas terras Munduruku. Trinta policiais federais, com apoio do Comando de Operações Táticas (COT) Força Aérea Brasileira (FAB) e o Exército destruíram maquinário usado por garimpo ilegal.
Garimpeiros fecharam a BR-230 protestando contra a operação de forças federais no Sudoeste do Pará. Garimpeiros e a Polícia Militar entraram em atrito e a PRF dispersou os manifestantes com a intervenção da sua Tropa de Choque. 

### 2023
No início de 2023, o IBAMA lançou uma operação em conjunto com a Polícia Federal e a Polícia Rodoviária Federal, as Forças de Segurança cortaram a floresta com facões na procura de criminosos armados. A Operação contou com o apoio aéreo da Coordenação de Aviação Operacional da PF.
Em fevereiro, o Grupo de Pronta Intervenção da Polícia Federal, juntamente com o Grupo Especializado de Fiscalização com apoio da FUNAI lançaram uma ofensiva para a retomada do território indígena Yanomami.

#### Abril
Em abril, quatro suspeitos foram mortos após uma troca de tiro com agentes do Grupo Especializado de Fiscalização e do Grupo de Resposta Rápida (PRF) nas Terras Yanomami, armamento de grosso calibre, foi apreendido com os invasores. O confronto aconteceu após os agentes desembarcarem da aeronave para fiscalização quando foram alvejados por disparos dos invasores. Após o episódio, o Governo Federal anunciou que ampliaria o efetivo da Força Nacional (FN) na região.

#### Maio
No dia 2 de maio, a Polícia Federal passou a investigar oito mortes na reserva indígena Yanomami.
No dia 3 de maio, a PF empregou o Comando de Operações Táticas nas terras indígenas Yanomami.
Em 6 de maio, a PF passou a apurar ameaças do Primeiro Comando da Capital (PCC) a servidores públicos do IBAMA e da FUNAI, um relatório do Instituto Socioambiental de 2019 apontou que membros da facção criminosa atuavam como seguranças particular do garimpo ilegal.
Em 11 de maio, a Polícia Federal, IBAMA e FUNAI lançaram uma operação nas terras indígenas Karipuna, em Rondônia. O objetivo da operação é combater a grilagem, extração ilegal de madeira e combater o desmatamento.
No dia 16 de maio, agentes da PF, PRF, FUNAI e Força Nacional percorreram a terra indígena Alto Rio Guamá para retirar não-indígenas que ocupam ilegalmente a área. Garimpeiros armados atacaram uma barreira de fiscalização do IBAMA, por volta da 1h da manhã, agentes da Força Nacional entraram em confronto com os criminosos.
Em 18 de maio, o IBAMA e a PRF informaram que 505 m³ de madeira, 4.9 kg de mercúrio, 50 armas, 1.246 munições, 3.1 kg de maconha, 1.5 kg de cocaína e 42 mil reais foram apreendidos, além de 121 pessoas serem presas, 15 mandados de prisão foram efetuados e 6 foragidos foram recapturados em três meses.
No dia 19 de maio, a PF indiciou o ex-presidente da FUNAI Marcelo Xavier por omissão no caso Dom Phillips e Bruno Pereira. No mesmo dia, foi descoberto que garimpeiros expulsos das Terras Yanomamis tentaram invadir a terra indígena Wai-Wai. Agentes da PRF e da PF foram enviados para a região.
No dia 23 de maio, o Exército Brasileiro e o IBAMA fizeram uma operação para a destruição de dragas ilegais e confisco de maquinários.
No dia 26 de maio, agentes do IBAMA e da PF fizeram uma ação contra um grupo criminoso de extrair diamantes, ouro e madeiras de terras indígenas; 20 acampamentos foram encontrados e cinco milhões de reais em bens apreendidos. No mesmo dia, a FAB passou a intensificar as operações noturnas em regiões do garimpo ilegal com apoio da ABIN, PF, PRF e Força Nacional.
No dia 30 de maio de 2023, a Polícia Federal e o IBAMA destruíram uma ponte feita por garimpeiros ilegais que dava acesso as terras indígenas Sete de Setembro.

#### Junho
No dia 1 de junho de 2023, agentes da Divisão de Captura da Polícia Federal passaram a cumprir mandados de busca e apreensão, para chegar aos responsáveis pelos crimes de invasão de terras e desmatamento na Terra Indígena Karipuna.
No dia 5 de junho de 2023, o MJSP lançou uma estratégia nacional para combater o narcotráfico em territórios indígenas. A iniciativa busca coibir ações criminosas e às escaladas de violência. 
No dia 6 de junho de 2023, um casal que estava foragido, foram presos pela Divisão de Capturas da PF. Eles são acusados dos crimes de exploração sexual de mulheres e menores, na região das terras indígenas do povo Yanomami.

#### Agosto
No dia 2 de agosto de 2023, o Governo Federal liberou R$140 milhões para às Forças Armadas atuarem nas Terras Indígenas. Militares receberam o orçamento para apoiarem ações da Polícia Federal e de outros órgãos. 
No dia 3 de agosto de 2023, a Polícia Federal prendeu o empresário Bruno Heller, apontado como o "maior devastador" da Amazônia. Ele foi capturado pelos agentes federais em flagrante, com porte ilegal de arma e ouro bruto.
No dia 7 de agosto de 2023, Ação do IBAMA e da Polícia Federal inutilizou uma ponte usada por criminosos dentro da terra indígena Karipuna para extrair madeira da reserva.
No dia 13 de agosto de 2023, oito garimpeiros tentaram furar um bloqueio das Forças Armadas na Terra Indígena Yanomami. A Marinha reagiu e prendeu sete garimpeiros.
Um homem estrangeiro chegou a buscar ajuda em uma UBS de Homoxi, foi detido por agentes da Força Nacional por estar na região com a intenção de praticar garimpo.
No dia 15 de agosto de 2023, Mais de 400 dragas foram flagradas pelo IBAMA durante um sobrevoo no rio Madeira. O Superintendente do IBAMA em Rondônia afirmou em entrevista que "As devidas providências para conter essas atividades ilegais serão tomadas." 
No dia 23 de agosto de 2023, um garimpeiro foi preso pela Polícia do Exército com cassiterita. A prisão ocorreu após uma ação coordenada junto com a FUNAI na comunidade de Palimiú. 

#### Setembro
No dia 14 de setembro de 2023, Davi Kopenawa, líder Yanonami. Relatou que o garimpo estava crescendo a cada dia apesar dos esforços diários da Polícia Federal e do Ministério da Defesa.

#### Outubro
No dia 2 de outubro de 2023, polícias federais e agentes da Força Nacional iniciaram uma movimentação nas terras Apyterewa. Os agentes federais iniciaram um cerco contra os invasores, a área é conhecida por constantemente atacar fiscais do IBAMA com a finalidade de frear a fiscalização. A operação conta com apoio de órgãos como FUNAI, Polícia Rodoviária Federal, Forças Armadas entre outras.
No dia 12 de outubro de 2023, agentes do NEPOM da PF e do IBAMA cortaram o rio madeira destruindo balsas ilegais usadas no garimpo. Cerca de 60 polícias federais participaram da operação.  Em 17 de outubro, a PF prendeu suspeitos envolvidos com a movimentação de 15 bilhões de reais com extração e garimpo ilegal de ouro em terras indígenas. No dia 21 de outubro, o IBAMA e a PF identificaram uma migração de garimpeiros para zonas menos fiscalizadas. Os investigadores apontam que os garimpeiros estão indo para terras na Venezuela, Guiana Francesa, Peru e Colômbia. 

#### Novembro
No dia 02 de novembro de 2023, a Polícia Federal e o IBAMA desativaram mais de 20 balsas usadas pelo garimpo ilegal no rio Teles Piores no Mato Grosso. A extração ilegal causou danos ao meio ambiente de R$20mi. 
No dia 08 de novembro de 2023, a PF e o IBAMA veem indícios de que 'quase toda' mineração de ouro do Brasil utilizasse mercúrio ilegal. A Polícia Federal confirmou a informação durante o cumprimento de mandados de prisão em quatro unidades da federação contra o comércio ilegal de ouro. 
No dia 13  de novembro de 2023, a Polícia Federal deflagrou uma grande operação contra grilagem no Piauí. Os grileiros cometeram vários crimes ambientais além de integrarem organizações criminosas. Mais de 150 polícias federais participaram da operação com apoio do Comando de Operações Táticas e do Grupo de Pronta Intervenção.  

#### Dezembro
No dia 04 de dezembro de 2023, Polícias federais entraram na casa do cantor Alexandre Pires sendo alvo de buscas e apreensões que investiga lavagem de dinheiro que envolve a exploração ilegal de minérios na Terra Indígena Yanomami. O empresário de Alexandre, Matheus Possebon, foi preso pelos agentes federais juntamente com Christian Costa dos Santos, que atua com garimpo ilegal.  A Operação Disco de Ouro integra uma das operações contínuas da Operação Guardiões do Bioma. 
No dia 4 de dezembro de 2023, agentes da Fundação Nacional dos Povos Indígenas (FUNAI) e da Polícia Rodoviária Federal (PRF) voltavam de uma operação nas Terras Indígenas Apyterewa. Durante o retorno da atividade, viaturas da PRF sofreram uma tripla emboscada e foram alvo de tiros de três lugares diferentes; o servidor da FUNAI foi atingido no tornozelo. Os agentes da PRF pediram reforço de policiais federais e do Grupo de Resposta Rápida (GRR), uma força de elite da PRF. Os servidores revidaram e atiraram contra os criminosos, protegendo-se da injusta agressão; os suspeitos fugiram ao perceber a chegada do reforço.
Após a emboscada, agentes da PF, PRF, Força Nacional de Segurança e Instituto Brasileiro do Meio Ambiente e dos Recursos Naturais Renováveis (IBAMA) com apoio do Grupo de Resposta Rápida (PRF), Grupo de Pronta Intervenção (PF) e Comando de Operações Táticas (PF) responderam prendendo os suspeitos e entrando dentro das terras Apyterewa para prosseguir a operação de retomada. 
Líderes Ianonamis relatam que garimpeiros tem voltado e driblam fiscalização trabalhando pela madrugada, quando avistam membros das Forças Armadas eles fogem pela Venezuela.
O retorno do garimpo às terras indígenas Yanonami ocorre em menos de um ano após a PF com apoio das Forças Armadas, Força Nacional e PRF realizarem o cerco que resultou na expulsão do garimpo e de não-indígenas. 
No dia 16 de dezembro de 2023, o Ministério dos Povos Indígenas informou que a "Vila Renascer" das terras Apyterewa foi 100% desocupada. Polícias federais com apoio do IBAMA e da FUNAI desocuparam o local de maneira pacífica, segundo o Ministério. 
No dia 21 de dezembro de 2023, Polícias federais expulsava um grupo de invasores das terras Ianomâmis, dois garimpeiros venezuelanos fugiram da fiscalização federal e foram rendidos e detidos por indígenas no posto de saúda da região. A Polícia Federal prendeu os suspeitos. 
No dia 26 de dezembro de 2023, a Polícia Rodoviária Federal através do Grupo de Resposta Rápida (GRR) em conjunto com o IBAMA destruiu meios que forneciam recursos logístico ao garimpo ilegal. 

### 2024

#### Janeiro
No dia 01 de janeiro de 2024, Servidores do IBAMA anunciaram greve e frearam o combate ao desmatamento, garimpo ilegal e às fiscalizações em terras indígenas. , os servidores reivindicam melhores condições do Governo Federal.  O ICMbio aderiu a greve do IBAMA e também paralisou às atividades no dia 05 de janeiro de 2024. 
No dia 03 de janeiro de 2024, a Polícia Federal com apoio do ICMbio realizaram a primeira operação repressiva contra o garimpo ilegal na Amazônia. 
No dia 09 de janeiro de 2024, o Governo Federal anunciou que às Forças Armadas e a Polícia Federal teriam presença permanente nas terras Yanonami por 30 dias, a ideia é construir novos postos de saúde e de segurança para o povo local. 
No dia 17 de janeiro de 2024, a Polícia Federal voltou a apreender equipamentos do garimpo ilegal das terras Yanonami. Um dos objetivos dos agentes federais é se instalar nas terras para evitar a volta do garimpo. 

#### Fevereiro
No dia 05 de Fevereiro de 2024, às Forças Armadas passou a discutir a possibilidade de de ter 3.000 militares de maneira permanente nas terras indígenas Yanonami, o propósito seria ter um efetivo responsável por dissuadir a volta de atividades criminosas. 

## Dificuldades no Combate ao Garimpo ilegal
A violência descontrolada contra os povos originários indígenas e o garimpo ilegal é uma das principais dificuldades. Criminosos fazem uma espécie de 'Estado Paralelo'; muitas vezes, os Estados solicitam a União o envio de forças federais ou operações de Garantia da Lei e da Ordem. 
O garimpo ilegal no Brasil desencadeia uma guerra que transcende as fronteiras físicas, estendendo-se por vastas áreas ambientais, sociais e econômicas. Esse fenômeno, muitas vezes motivado pela busca frenética por minerais valiosos e ocorrem desde do tempo do Império do Brasil. 
O reforço nos investimentos em inteligência policial, o desmantelamento de organizações criminosas e a redução da desigualdade social emergem como peças-chave para mitigar o problema do garimpo ilegal no Brasil a médio e longo prazo. A implementação de estratégias abrangentes que abordem não apenas as atividades criminosas diretamente relacionadas ao garimpo, mas também suas raízes socioeconômicas, pode ser crucial para conter esse fenômeno prejudicial. 
A intensificação da presença ostensiva de forças federais, como a Polícia Federal, a FUNAI, o IBAMA e a Polícia Rodoviária Federal, revela-se uma medida eficaz para dissuadir e desencorajar atividades criminosas no curto prazo. 
A complexidade se encontra não apenas nas questões geográficas. Grupos especiais exercem muitas vezes o papel de fiscalização como o Grupo Especializado de Fiscalização do IBAMA. Em áreas dominadas por facção criminosa, a presença do Grupo de Pronta Intervenção ou do Comando de Operações Táticas da PF são frequentemente empregados, nos rios, o Núcleo Especial de Polícia Marítima (NEPOM) são a alternativa para coibir atividades criminosas. A presença do Grupo de Resposta Rápida (GRR) da Polícia Rodoviária Federal é uma alternativa de pronto emprego eficiente, o GRR está envolvido nas principais ações de pronto emprego e resposta rápida, sendo uma unidade especializada em lidar com situações de emboscada. 

### Logística
As longas distâncias, rios de difícil navegação, atuação noturna e corrupção de agentes públicos dificultam a atuação das forças de segurança. O fator social também impacta no combate ao garimpo e extração ilegal de recursos, já que muitas pessoas dependem desse tipo de tarefa para sobreviver e ter acesso a algum tipo de renda. Muitos deles notificam os garimpeiros e madeireiros sobre a chegada das forças de fiscalização. 

### Impunidade do Poder Judiciário
A impunidade e a lentidão do poder judiciário dão brechas para a permanência do garimpo ilegal, dificultando o desmantelamento desse tipo de ação criminosa. Punições mais rígidas desencorajam a permanência do garimpo ilegal. 

### Grilagem
A grilagem de terras em áreas indígenas refere-se à prática ilegal de ocupar, desmatar ou reivindicar fraudulentamente terras que legalmente pertencem às comunidades indígenas. Com o passar dos anos tem havido preocupações crescentes sobre o avanço da grilagem de terras sobre territórios indígenas em várias regiões do mundo, incluindo o Brasil. Esse fenômeno está associado a diversos fatores, como pressões por recursos naturais, expansão agrícola, especulação imobiliária, falta de fiscalização eficaz e questões políticas e econômicas. 

## Controvérsias

### Governo Federal (2021-2022)
Em 2021, o Governo Federal optou por não renovar a Operação de Garantia da Lei e da Ordem na Amazônia. Mourão relatou que militares passariam a dar apoio apenas 'logístico'.
Em junho de 2022, a Polícia Federal relatou ao Supremo Tribunal Federal (STF) dificuldades para a garantia da segurança das comunidades e dos povos indígenas por falta de 'recursos' falta de suporte 'logístico'.
Sobre as Forças Armadas, a PF disse que, "desde o primeiro contato, o Ministério da Defesa demonstrou concordância em colaborar com as ações, desde que houvesse ajuda orçamentária correspondente".
Em agosto, a FUNAI enviou ao Ministério da Justiça um relatório com mapeamento detalhado do garimpo ilegal em terras indígenas. O presidente do órgão, Marcelo Xavier, pediu providências "urgentes, efetivas e assertivas" contra a situação. Os documentos foram engavetados pela equipe do ministro Anderson Torres.

### 2023
A empresa Cataratas Poços, suspeita de financiar o garimpo ilegal foi contratada para furar poços na Terra Yanomami. O MPF acionou a Justiça Federal e pediu a proibição de acesso ou permanência dos sócios da empresa no território indígena.
Em maio, a Polícia Federal foi acionada para investigar um suposto desvio de alimentos comprados na Gestão Jair Bolsonaro. Os alimentos foram comprados a preços superiores e ignorou recomendações de indigenistas.
No dia 9 de maio, Justiça Federal de Roraima manteve a empresa Cataratas Poços Artesianos alegando que 'deve-se realizar os serviços contratados pelo poder público em benefício da comunidade local'.
No dia 12 de maio, a PF passou a apurar a relação do Senador Mecias de Jesus (Republicanos-RR) em um esquema de desvio de medicamentos destinado aos povos Yanomami.
No dia 23 de maio de 2023, foi descoberto que uma empresa ré por garimpo ilegal, possuía dois contratos ativos com o Ministério da Saúde para fazer transporte aéreo a terras indígenas da região.
Em junho de 2023, foi descoberto um relatório da ABIN que alertava o Governo Bolsonaro sobre aumento do garimpo ilegal em Terras Indígenas. A ABIN alertou desde 11 de maio de 2020 que a pandemia poderia ser uma brecha para aumentar o desmatamento e o garimpo ilegal na Amazônia.

### Poder Executivo

#### Governo do Estado da Bahia
Conflito entre fazendeiros e indígenas Pataxó é frequente no sul da Bahia com alta taxa de violência na região, Jerônimo Rodrigues, Governador da Bahia, negou a atuação da Força Nacional de Segurança Pública por parte do Governo Federal.

### Poder Judiciário
As críticas direcionadas ao poder judiciário em relação às terras indígenas destacam diversas causas. Segundo a 'Associação Wanasseduume Ye’kwana, diversos invasores são detidos pelas Forças Federais, chamados a depor e em seguida liberados pela Justiça.
Em fevereiro de 2023, o Conselho Nacional de Justiça (CNJ) passou a apurar a atuação da 4ª Vara Federal da Justiça Federal de Roraima em processo relativo aos yanonamis. A decisão foi motivada por problemas detectados na prestação jurisdicional da 4ª Vara Federal da Seção Judiciária de Roraima.
O Ministro do Supremo Tribunal Federal (STF), Nunes Marques, chegou a suspender a operação de retirada de invasores da Terra Indígena Apyterewa, no Pará. Um dia depois o Presidente da Suprema Corte, Luis Roberto Barroso, determinou que a desintrusão continuasse pelas forças federais.  O território indígena é um dos mais desmatados e violentos. O Grupo de Pronta Intervenção (PF) com apoio da Abin e Forças Armadas já tentou retirar diversas vezes os invasores do local que resistem com apoio de políticos. 

### Poder Legislativo
Representantes de povos indígenas fizeram fortes protestos contra o projeto de lei que estabelece o "marco temporal" alegando que o projeto autoriza a atividade de garimpo ilegal. Na Câmara dos Deputados, houve 283 votos favoráveis ao projeto e 155 contrários.
O deputado Coronel Chrisóstomo (PL-RO) levantou um cartaz durante a votação do marco temporal escrito "MARCO TEMPORAL JÁ!". O deputado Arthur Oliveira Maia (UNIÃO-BA), defendeu que o texto trará mais segurança jurídica para proprietários rurais e enquanto a deputada Silvia Waiãpi (PL-AP) afirmou que o 'projeto não ataca direito dos povos indígenas'
A ação está em julgamento no STF. A Suprema Corte avalia uma ação envolvendo uma terra indígena no Estado de Santa Catarina, mas resultará em implicações para todos os casos similares em Território Nacional.
Em 2024, Valdemar Costa Neto, foi preso pela Polícia Federal por porte ilegal de arma de fogo e foi encontrado com ele 39 gramas de ouro extraídos do garimpo ilegal, perícia da PF tenta descobrir origem do ouro.